# Krim (Föderationskreis)
| Föderationskreis Krim | Föderationskreis Krim |
| Lage in Russland      | Lage in Russland      |
| --------------------- | --------------------- |
| Fläche:               | 26.944 km²            |
| Einwohner:            | 2.284.000 (2014)      |
| Bevölkerungsdichte:   | 85 Einwohner/km²      |
| Sitz der Verwaltung:  | Simferopol            |

Der Föderationskreis Krim war eine administrative Einheit (Föderationskreis) in Russland (siehe föderale Gliederung Russlands) und geographisch fast deckungsgleich mit der ukrainischen Halbinsel Krim. Verwaltungssitz war Simferopol; bevollmächtigter Repräsentant des russischen Präsidenten war Oleg Belawenzew. Der Föderationskreis wurde am 21. März 2014 nach der völkerrechtswidrigen Annexion der Krim durch Russland gegründet.
Der russische Präsident Wladimir Putin verfügte am 28. Juli 2016 mit sofortiger Wirkung die Auflösung des Föderationskreises. Dessen Territorium ist seitdem Teil des Föderationskreises Südrussland.

## Gliederung

Gliederung des Föderationskreises
1: Republik Krim
2: Sewastopol

Der Föderationskreis war in zwei Föderationssubjekte unterteilt:
1. Republik Krim
2. Stadt Sewastopol